# Agnes Hedwig av Anhalt
Agnes Hedwig av Anhalt, född 1573, död 1616, var en tysk abbedissa, kurfurstinna av Sachsen.  
Hon var dotter till Joakim Ernst av Anhalt och Eleonora av Württemberg. 1586 blev hon gift med kurfurst August av Sachsen, och senare gift 1588 med hertig Johan III av Schleswig-Holstein-Sonderburg. 
Agnes Hedwig var abbedissa i klostret Sankt Cyriac i Gernrode 1581–1586. På bröllopsnatten 1586 begärde hon frigivningen av Caspar Peucer.